# Route européenne 462
Pour les articles homonymes, voir E462 et Route 462.
La route européenne 462 est une route reliant Brno à Cracovie.